# Europese Volkspartij en Europese Democraten
De Europese Volkspartij en Europese Democraten (EVP-ED) was tot 2009 de naam voor de gezamenlijke fractie in het Europees Parlement van de Europese Volkspartij en de Conservatieven en Unionisten. De fractie ontstond in mei 1992, en bundelde vrijwel alle nationale en regionale christelijke en conservatieve partijen binnen de Europese Unie. Voorzitter was Wilfried Martens. In 1999 werd ze de grootste fractie in het parlement, met 233 van de 626 zetels. Van 2004 tot 2009 had de EVP-ED-fractie 268 van de 732 zetels en was daarmee opnieuw de grootste partij in het Europees Parlement.
Voor Nederland bezat het CDA 7 zetels deel in de EVP-ED-fractie. Voor België zetelden hier de Vlaamse partijen CD&V (3 zetels) en N-VA (1 zetel), de Franstalige partij CDh (1 zetel) en de CSP (1 zetel) voor de Duitstalige Gemeenschap; in totaal 6 zetels.
Op 13 juli 2006 maakte David Cameron, de leider van de Britse Conservatieve Partij, en Mirek Topolánek, de leider van de Tsjechische Občanská Demokratická Strana, bekend dat hun partijen de Europese Volkspartij en Europese Democraten zouden verlaten vanaf de Europese verkiezingen van 2009, om een nieuwe Europese fractie op te richten. De naam die daarvoor gekozen werd is Europese Conservatieven en Hervormers. Naast ideologische verschillen (de EVP was te weinig euro-sceptisch in de ogen van de conservatieven) lagen ook de uitzetting van de EP-leden Roger Helmer en Daniel Hannan aan de basis van deze beslissing.
De overgebleven EVP-leden gingen vanaf juni 2009 verder onder de naam Europese Volkspartij.

## Tabel met alle landen (2004 - 2009)
| Land                | Partij                                                        | Parlementariërs |
| ------------------- | ------------------------------------------------------------- | --------------- |
| België              | Christen-Democratisch en Vlaams (Vlaanderen)                  | 3               |
|                     | Nieuw-Vlaamse Alliantie (Vlaanderen)                          | 1               |
|                     | Centre démocrate humaniste (Wallonië)                         | 1               |
|                     | Christlich-Soziale Partei (Oostkantons)                       | 1               |
| Cyprus              | Dimokratikos Synagermos                                       | 2               |
|                     | Gia tin Evropi                                                | 1               |
| Denemarken          | Det Konservative Folkeparti                                   | 1               |
| Duitsland           | Christlich Demokratische Union Deutschlands                   | 40              |
|                     | Christlich-Soziale Union                                      | 9               |
| Estland             | Isamaaliit Rahvuslik Konservatiivne Erakond                   | 1               |
| Finland             | Kansallinen Kokoomus                                          | 4               |
| Frankrijk           | Union pour un Mouvement Populaire                             | 17              |
| Griekenland         | Nea Dimokratia                                                | 11              |
| Hongarije           | Fidesz - Hongaarse Burger Unie                                | 13              |
| Ierland             | Fine Gael Party                                               | 5               |
| Italië              | Unione dei Democratici Cristiani e dei Democratici di Centro  | 5               |
|                     | Forza Italia                                                  | 16              |
|                     | Alleanza Popolare - Unione Democratici per l'Europa           | 1               |
|                     | Partito Pensionati                                            | 1               |
|                     | Südtiroler Volkspartei                                        | 1               |
| Letland             | Jaunais Laiks                                                 | 2               |
|                     | Tautas Partija                                                | 1               |
| Litouwen            | Tėvynės sąjunga -Lietuvos konservatoriai                      | 2               |
| Luxemburg           | Chrëschtlech Sozialer Vollekspartei                           | 3               |
| Nederland           | Christen-Democratisch Appèl                                   | 7               |
| Malta               | Partit Nazzjonalista                                          | 2               |
| Oostenrijk          | Österreichische Volkspartei                                   | 6               |
| Polen               | Platforma Obywatelska                                         | 15              |
|                     | Polskie Stronnictwo Ludowe                                    | 1               |
| Portugal            | Partido Social Democrata                                      | 7               |
|                     | Partido Popular                                               | 2               |
| Slowakije           | Magyar Koalíció Pártja                                        | 2               |
|                     | Kresťanskodemokratické Hnutie                                 | 3               |
|                     | Slovenská Demokratická a Kresťanská Únia                      | 3               |
| Slovenië            | Nova Slovenija                                                | 2               |
|                     | Slovenska Demokratska Stranka                                 | 2               |
| Spanje              | Partido Popular                                               | 24              |
| Tsjechië            | Evropští Demokraté                                            | 2               |
|                     | Křesťanská a Demokratická Unie - Československá Strana Lidová | 2               |
|                     | Občanská Demokratická Strana                                  | 9               |
|                     | SNK Sdruženi Nezávislých a Evropští Demokraté                 | 1               |
| Verenigd Koninkrijk | Conservative Party                                            | 27              |
|                     | Ulster Unionist Party                                         | 1               |
| Zweden              | Moderata Samlingspartiet                                      | 4               |
|                     | Kristdemokraterna                                             | 2               |